# Tongyong pinyin
El Tongyong pinyin (xinès: 通用拼音; pinyin: tōngyòng pīnyīn; literalment "universal/general [sistema de] lletrejar de sons") era el sistema oficial de romanització de la llengua mandarina en Taiwan entre el 2002 i el 2008. A principis del 2009, el govern de Taiwan, la República de la Xina, va escollir el sistema Hanyu pinyin per a reemplaçar el Tongyong pinyin com a sistema oficial de romanització. Realment, el sistema Tongyong pinyin no fou mai gaire popular, i els sistemes Hanyu pinyin i Wade-Giles eren més populars a l'illa que el sistema Tongyong pinyin.
El sistema Tongyong va ser desenvolupat per a satisfer la necessitat per a un únic sistema de transcripció per l'illa de Taiwan. A la Xina continental ja hi havia un sistema oficial, el Hanyu pinyin, el qual es feia servir com a mètode oficial per a lletrejar els topònims i els noms personals i també per a l'ensenyança del mandarí estàndard a les escoles. A Taiwan, de totes maneres, típicament s'usaven variants del sistema Wade-Giles per a romanitzar la llengua, i el Zhuyin fuhao (o bopomofo) en la formació.
El fet més notable sobre el Tongyong pinyin és la seva semblança al sistema Hanyu pinyin; al voltant del 80% de síl·labes s'escriuen idènticament en els dos sistemes. La diferència més òbvia entre el Tongyong pinyin i el Hanyu pinyin és que el Hanyu pinyin utilitza les lletres x i q i el dígraf zh amb valors diferents que en moltes llengües occidentals (però cal remarcar que el so de x en pinyin és molt semblant a la seva pronunciació en català.)